# Antoine Déat
Ne doit pas être confondu avec Marcel Déat.
Antoine Déat (26 avril 1696 - 23 mars 1761) est un prêtre et un sulpicien canadien qui est connu pour avoir introduit le culte de saint Amable en Nouvelle-France.

## Biographie
Né le 26 avril 1696, dans la paroisse Saint-Amable du diocèse de Clermont, il est ordonné le 21 septembre 1720. Il vient dans la colonie le 19 novembre 1722.  Il devient, en 1742, curé d'office de Montréal, charge qu'il occupe jusqu'à sa mort, le 23 mars 1761, à l'âge de 65 ans.
Estimé comme homme de talent et d'une grande piété, sa dévotion pour saint Amable, patron de sa paroisse natale, le porte à étendre son culte en Canada. Il érige, à cet effet, en son honneur, la chapelle qui porte le nom de ce saint, dans l'église paroissiale de Montréal, et y institue la confrérie de la bonne mort. 